# L'era de les màquines espirituals
L'era de les màquines espirituals (The Age of Spiritual Machines) és un llibre de Raymond Kurzweil publicat l'any 1999 de contingut filosòfic, tecnològic, informàtic i científic, que parla de la història de l'evolució i la seva relació amb la vida natural i la tecnologia, així com del paper de l'home dins d'aquesta última i del futur de la informàtica, connectat estretament amb la relació home-màquina.
El llibre està dividit en tres parts i un epíleg i es descriu el protagonisme de l'evolució tecnològica als temps actuals i propers.
- 1a part: es dona a conèixer el concepte de teoria de l'evolució i la seva aplicació en la intel·ligència, tant humana com artificial. Per a això, es comprèn la naturalesa exponencial del temps d'acord amb la llei de Moore a través de la història de la humanitat per donar lloc a la formació d'una nova intel·ligència a la Terra.
- 2a part: es descriu la limitació humana present als segles XX i XXI i el paper dels càlculs i les dades processades per l'home i la computadora, així com els avenços tecnològics que obren nous camins per la integració home-màquina, tot i que també es prediuen les implicacions i limitacions dels ordinadors pel contacte social amb la humanitat al 1999.
- 3a part: avenços futurs en la informàtica i en la seva connexió amb l'home, aplicables pels cent anys posteriors a 1999; amb això, es demostrarà amb fets (a mode de predicció) que la computadora serà part inalienable de la humanitat tot i que no quedi exempta de debat de diversa índole en tots els aspectes. Kurzweil es dedica a especificar els avenços que el món experimentarà en el curs del segle XXI. Aquesta tercera part, titulada "To face the future" (Enfrontar el futur), està dividida en quatre capítols, "2009", "2019", "2029" i "2099". Per cada capítol, l'autor estableix prediccions sobre com serà la vida i la tecnologia en aquell any.
- L'epíleg conté una reflexió sobre el paper que juguen les lleis de l'evolució en el camp de la intel·ligència artificial i el possible destí de la intel·ligència en el control de l'univers.

Tot i que l'autor no amaga la seva autoria, al llarg del llibre es desenvolupa una conversa en forma d'entrevista amb un personatge fictici del qual en coneixem el nom al final: Molly.

## Crítiques
A L'era de les màquines espirituals, Kurzweil afirma que les experiències espirituals tenen patrons de reaccions neuronals a cada àrea del cervell, i que podran ser reproduïdes per un software. Aquesta afirmació va portar controvèrsia i Discovery Institute Press va publicar al 2002 el llibre Som màquines espirituals?, reflexionant sobre la possibilitat que atribuïm espiritualitat a les màquines.